# کاستر
کاستر دهکده‌ای در بخش راین-ارفت-کرایس واقع در شهرستان بدبورگ در ایالت نوردراین-وستفالن آلمان است.